# Chesapeake (roman)
Pour les articles homonymes, voir Chesapeake.
Chesapeake est un roman de James A. Michener, romancier américain, publié en 1978 et dont la traduction en français est parue l’année suivante. C’est une vaste fresque historique, s’étendant sur environ quatre siècles, ayant pour cadre un petit territoire proche de la baie de Chesapeake sur la côte orientale des États-Unis.

## Le début
L’histoire débute en 1583, avec l’installation sur les bords du Choptank, petite rivière bordée de marécages, de Pentaquod, un Indien fuyant sa tribu iroquoise des Susquehannocks. Il s’intègre aux pacifiques Indiens autochtones du secteur et en devient le guide.
Ensuite, c’est l’arrivée en 1606 des premiers colons anglais, sous la conduite du capitaine John Smith. Très vite les Indiens sont éliminés ou acculturés et se mettent en place la colonie du Maryland et un modèle économique assis sur les plantations de tabac qui crée un courant de relations permanent avec l’Angleterre.

## Les lieux
Tout le roman, en dehors de quelques digressions et illustrations extérieures (aux Caraïbes, en Angola, en France, etc.), se situe dans un petit territoire, le Choptank de la côte occidentale de la vaste péninsule de Delmarva qui ferme la grande baie de la hesapeake, dans l’actuel État du Maryland aux États-Unis. Territoire particulier de basses terres et de marais, confinant à de profonds estuaires et des sites naturels de grande beauté, sur une baie immense agitée de tempêtes fréquentes, et aux conditions écologiques particulières de salinité, royaume ancien de l’huître.
Les lieux principaux sont le Choptank lui-même, Devon Island, la petite ville de Patamoke, la Falaise de la Paix, le marais des Turlock, chacun symbolisé par une famille et un type d’habitants.
Michener indique en préface que ces lieux sont fictifs, toutefois pour qui connaît la région il est assez facile de les décrypter.

## Les personnages
Le roman est construit sur l’évolution de plusieurs familles sur trois siècles et demi, chacune représentant un type particulier d’habitants, de condition sociale, d’engagement moral et d’adaptation au milieu et au mouvement du monde.
Les Steed sont catholiques de bout en bout (le Maryland a eu cette originalité d’être une colonie concédée à un lord irlandais catholique au XVIIe siècle), et deviennent planteurs de tabac, développant très vite une activité considérable et entretenant des relations suivies deux siècles durant avec l’Angleterre. Libéraux et ouverts aux idées des Lumières, ils combattent aux côtés de Washington pendant la Guerre d’Indépendance. À compter du XIXe siècle, ils rejoignent insensiblement le camp des grands planteurs sudistes attachés à l’esclavage, en dépit du caractère « exemplaire » de leur exploitation et déclinent irrémédiablement par la suite, jusqu’à la ruine définitive de leur grande demeure symbolique.
Les Paxmore sont des quakers, là aussi tout au long du roman et des générations. Le couple premier fuit les persécutions religieuses des puritains du Massachusetts et bâtit son destin sur un chantier naval qui prendra une extension de plus en plus grande au fil des décennies et des siècles. En sortiront, notamment, les premières goélettes et surtout les fameux clippers au début du XIXe siècle, puis les bateaux récolteurs d’huîtres. Mais surtout, les Paxmore, constituent un pôle moral permanent qui voit ses membres s’engager dès les débuts dans la dénonciation puis la lutte active contre l’esclavage, ainsi que plus tard le combat pour les minorités et les Juifs d’Europe. Mais le dernier Paxmore se fourvoie dans la politique, oubliant l’enseignement de dix générations de quakers ; il se trouve pris dans le scandale du Watergate et se suicide.
Les Turlock sont les gens du marais et de l’eau. Le premier Turlock est un gibier de potence banni d’Angleterre et qui trouve refuge dans le marais et une sordide cabane, une vie pitoyable. Il prend diverses compagnes déclassées, dont une Indienne et donne souche à de nombreux descendants. Les Turlock restent attachés tout au long à leur mode de vie misérable et marginal. Analphabétisme, incestes, rapines, braconnage sont leurs lots récurrents. Ils représentent les côtés asociaux, les « Petits Blancs » par excellence, mais aussi les facultés permanentes de survie dans un milieu difficile et traditionnel, proches de la nature et de la vie maritime à laquelle ils restent obstinément attachés. Quelques Turlock s’élèvent quelquefois socialement pendant une ou deux générations avant de retomber ; des personnalités fortes en phase avec des contextes troublés : un capitaine de corsaire qui force le blocus anglais pendant les deux guerres d’Indépendance, un négrier qui se rit des escadres chargées d’empêcher la traite, un chef de bateau huîtrier qui fait le coup de feu sur ses concurrents et grand exterminateur de canards, pour finir par un agent immobilier qui vend sans scrupules pour y bâtir des marinas les marais que ses ancêtres avaient défendu de bout en bout.
Les Cater sont les Noirs du roman. Ils s’individualisent au début du XIXe siècle, avec un fier ancêtre Cudjo razzié au fin fond de l’Angola et qui devient esclave sur la plantation des Steed, avant de réussir à être affranchi. En dépit de l’abolition de l’esclavage à l’issue de la Guerre de Sécession, ses descendants connaissent la vie misérable et sans droits des Noirs américains jusqu’à l’explosion des années 1960 et le combat des Droits Civiques, que rejoignent deux des enfants de la dernière génération.
Les Caveny sont les derniers arrivés, Irlandais chassés de leur pays en 1846 par la famine. Ils s’intègrent rapidement dans le paysage social local et se retrouvent présents un petit peu partout ensuite, avec une forte capacité d’adaptation.

## Les thématiques
Michener aborde de nombreux thèmes dans le roman, parmi lesquels principalement :
L'écologie et la symbiose de l'homme dans la nature. La baie de la Chesapeake a longtemps été un milieu remarquable de diversité et de beauté, monde d'eaux et de terres mêlées. Les Amérindiens initiaux étaient en harmonie avec la nature qu'ils respectaient et mettaient parcimonieusement en valeur. Et puis, elle a été inexorablement dégradée par l'exploitation humaine, à vitesse grandissante. Longtemps les habitants se sont fondus avec elle, vivant au rythme des marécages, guettant et vouant une admiration aux oiseaux migrateurs, se nourrissant d'huîtres, de crabes et de pêche côtière. Et puis, la dégradation des paysages et la pollution locale et lointaine ont commencé à tout mettre en péril, jusqu'à la quasi-mort de la baie.
Autre thème primordial, la question de l'esclavage et des droits civiques. Pendant trois siècles s'opposent ainsi les Paxmore, tenants d'une conception abolitionniste, et les Steed, planteurs libéraux mais profiteurs du système et foncièrement égoïstes, et les Turlock, archétypes des « petits Blancs » aux conditions de vie et aux qualités morales déplorables mais pour lesquels les Noirs doivent demeurer socialement au bas de l'échelle. Et Michener de dénoncer avec véhémence le siècle de non-intégration des Noirs qui a suivi l'abolition, les lois racistes et les préjugés qui ont grévé l'Amérique et son magistère moral sur le monde.
Autre thème, très fort au début et qui s'estompe quelque peu au fil des pages, la dénonciation du puritanisme qui avait cours dans les 13 colonies avant l'indépendance, en mettant volontairement en exergue des familles catholiques et quakers, ouvertes au reste du monde et au respect des convictions individuelles de chacun. Michener montre là encore que l'histoire de l'Amérique a souvent été violente et peu glorieuse.
Michener avait servi dans la marine et avait une passion pour la mer et la navigation. Cela se retrouve dans de nombreuses scènes qui se déroulent sur des navires, l'aventure des clippers, des négriers et des pirates, les skipjacks huîtriers, les sloops côtiers, etc. Il y a notamment de très belles pages racontant les combats et la poursuite entre deux navires ennemis, un américain forceur de blocus et un anglais revanchard.
Enfin, chose qu'il convient de noter assez précisément, Michener élude presque complètement la plupart des grands évènements récents de l'histoire américaine, comme s'ils n'avaient pas eu d'incidences sur le petit milieu des gens de la Chesapeake : la Guerre de Sécession est à peine évoquée, à la différence de ses prémisses ; les guerres extérieures contre le Mexique puis l'Espagne, totalement laissées dans l'ombre ; la Première Guerre mondiale n'a pas eu lieu, rien n'y fait référence ; la Seconde Guerre mondiale est également négligée, alors même que le problème du génocide des Juifs apparaît au travers du sauvetage d'un groupe d'entre eux en 1938 par l'action de quakers ; la Guerre de Corée transparaît à peine ; la Guerre du Viêt Nam n'est même pas citée. Ce « dédain » de Michener pour les évènements de nature mondiale apparaît d'autant plus en contraste avec la fin du roman qui traite largement et avec beaucoup de dénonciation de l'affaire du Watergate et de la perte de tout sens moral d'une bonne partie de la classe politique.